# (39427) Charlottebrontë
(39427) Charlottebrontë ist ein Asteroid des äußeren Hauptgürtels, der am 25. September 1973 von dem niederländischen Astronomenehepaar Cornelis Johannes van Houten und Ingrid van Houten-Groeneveld entdeckt wurde. Die Entdeckung geschah im Rahmen der Zweiten Trojaner-Durchmusterung von 1973, bei der von Tom Gehrels mit dem 120-cm-Oschin-Schmidt-Teleskop des Palomar-Observatoriums aufgenommene Feldplatten an der Universität Leiden durchmustert wurden.
Der Asteroid ist Mitglied der Schubart-Familie, einer wahrscheinlich vor 1,7 (± 0,7) Milliarden Jahren durch Kollision entstandenen Gruppe von Asteroiden, die sich in einer Bahnresonanz von 3:2 mit dem Planeten Jupiter um die Sonne bewegt. Namensgeber dieser Gruppe ist der Asteroid (1911) Schubart.
(39427) Charlottebrontë wurde am 19. Februar 2006 nach der britischen Schriftstellerin Charlotte Brontë (1816–1855) benannt, die ihren literarischen Durchbruch mit dem 1847 erschienenen Roman Jane Eyre erreichte.